# Bułgarzy besarabscy

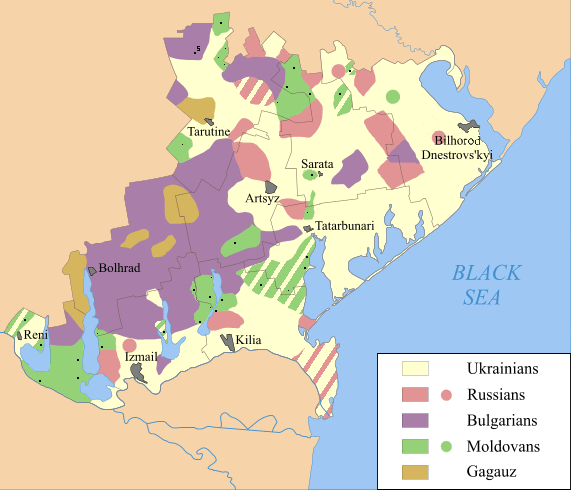
Besarabscy Bułgarzy (na fioletowo) na Ukrainie

Besarabscy Bułgarzy (bułg. бесарабски българи), Bułgarzy w Besarabii – największa diaspora narodu bułgarskiego, potomkowie przesiedleńców z ziem bułgarskich, którzy przybyli w międzyrzecze Prutu i Dniestru w przedziale chronologicznym – druga połowa XVIII wieku do mniej więcej połowy XIX wieku, w wyniku kilku wojen rosyjsko-tureckich na Bałkanach. Bułgarzy zostali osadzeni na tych terenach przez władze rosyjskie. Migracje te miały przede wszystkim charakter dobrowolny. Wtedy obszar południowej Besarabii (Budziak) znajdował się w granicach Turcji, a od roku 1812 cała Besarabia znalazła się w Imperium Rosyjskim. W okresie międzywojennym Besarabia należała do Rumunii, a następnie aż do 1991 roku do ZSRR, kiedy Besarabia znalazła się w granicach Mołdawii i Ukrainy. W okresie transformacji post-socjalistycznej Ukraina i Mołdawia zbudowała nową tożsamość narodową, obciążoną skomplikowanym dziedzictwem sowieckim, co negatywnie wpływa na etnokulturę Bułgarów.
Obecnie Bułgarzy besarabscy zamieszkują przede wszystkim południową część Besarabii, zwanej powszechnie Budziakiem, w granicach dwóch państw – Ukrainy oraz Mołdawii. Większa część besarabskich Bułgarów posiada obszar swojego zwartego osadnictwa po ukraińskiej stronie granicy. Nieformalną stolicą besarabskich Bułgarów jest miasto Bołgrad (bułg. Болград). W Mołdawii z kolei Bułgarzy ulokowani są przede wszystkim w rejonie taraklijskim, którego administracyjnym centrum jest miasto Taraklija (bułg. Тараклия). Zamieszkują samo miasto oraz 24 okoliczne wsie. Enklawą besarabskich Bułgarów należącą administracyjnie do rejonu taraklijskiego jest miasto Twardica (rum. Tvardița, bułg. Твърдица), do niedawna będące wsią. Dwa inne skupiska ludności bułgarskiej w Mołdawii znajdują się w Kiszyniowie oraz na obszarze Terytorium Autonomicznego Gagauzja (Gagauz Yeri) – głównie wieś Kirsowo. Największymi natomiast skupiskami Bułgarów w Naddniestrzu, formalnie pozostającym częścią Mołdawii, są Parkany, w drugiej kolejności Bendery.
Bułgarzy w Besarabii zachowali do dziś (w różnym stopniu) swój język ojczysty. Jest to zlepek różnych starych dialektów bułgarskich przyniesiony przez przesiedleńców z Półwyspu Bałkańskiego w XIX wieku z domieszką leksyki obcej, głównie rosyjskiej. Miejscowym dialektem posługują się częściej ludzie starsi niż młodzi, którzy preferują przede wszystkim język rosyjski. W przestrzeni publicznej (urzędy, banki, restauracje) dominuje ten ostatni. Na wsiach budziackich przetrwał także folklor, który w starej ojczyźnie (Bułgarii) jest już tylko echem historii. Niewiele za to przetrwało z tradycyjnej kuchni bułgarskiej. W swoich poglądach politycznych besarabscy Bułgarzy mocno odbiegają od Bułgarów w Bułgarii. Króluje głównie rusofilizm i nostalgia za ZSRR. Przejawem tego jest chociażby poparcie władz rejonu taraklijskiego dla referendum przeprowadzonego w sąsiedniej Gagauzji (po ratyfikowaniu przez władze Mołdawii w listopadzie 2013 roku umowy stowarzyszeniowej z Unią Europejską), które de facto było jednostronnym opowiedzeniem się za integracją z Rosją i przeciw Unii Europejskiej. W ojczyźnie swych przodków besarabscy Bułgarzy są różnie odbierani. O ile elity intelektualne widzą w nich integralną część swego narodu i są im życzliwe, to w odbiorze ogólnospołecznym nie brak opinii, że są to de facto już Rosjanie, którzy zabierają miejscowej ludności pracę, a więc nie są zbyt mile widziani. Pod względem religii Bułgarzy w Besarabii są najczęściej prawosławni, ale silna na tym terenie ekspansja różnych odłamów protestantyzmu, doprowadziła do pluralizmu religijnego. Po upadku ZSRR wyremontowano, odbudowano, lub zbudowano, wiele cerkwi, które w czasach komunistycznych były w ogromniej większości zamknięte, a wiele obiektów sakralnych zburzono.